# BioTechniques
BioTechniques: the International Journal of Life Science Methods es una revista científica de acceso abierto revisada por pares publicada por Future Science Group. Cubre métodos y técnicas de laboratorio que son de amplio interés para los científicos de la vida profesionales, así como para científicos de otras disciplinas (por ejemplo, física, química, ingeniería, ciencias de la computación) interesados en las aplicaciones de sus tecnologías en las ciencias de la vida.  La revista fue fundada en 1983 por Eaton Associates, que fue adquirida en 2001 por Informa. Luego, la revista fue adquirida por Future Science Group en 2018. Se distribuye tanto en forma impresa como en línea.
La revista cuenta con el respaldo de publicidad impresa y en el sitio web y, a partir de enero de 2019, comenzó a cobrar tarifas de procesamiento de artículos. 

## Resumen e indexación
La revista está resumida e indexada en: 
- Biological Abstracts[4]
- BIOSIS Previews[5]
- Current Contents/Life Sciences[5]
- Index Medicus/PubMed/MEDLINE[6]
- Science Citation Index Expanded[5]
- Scopus[7]
- Ulrich's Periodicals Directory

Según Journal Citation Reports, la revista tiene un factor de impacto en 2020 de 1,993.